# Roupala colombiana
Roupala colombiana är en tvåhjärtbladig växtart som beskrevs av Richard Evans Schultes. Roupala colombiana ingår i släktet Roupala och familjen Proteaceae. Inga underarter finns listade i Catalogue of Life.